# Ōya-Sōichi-Bibliothek

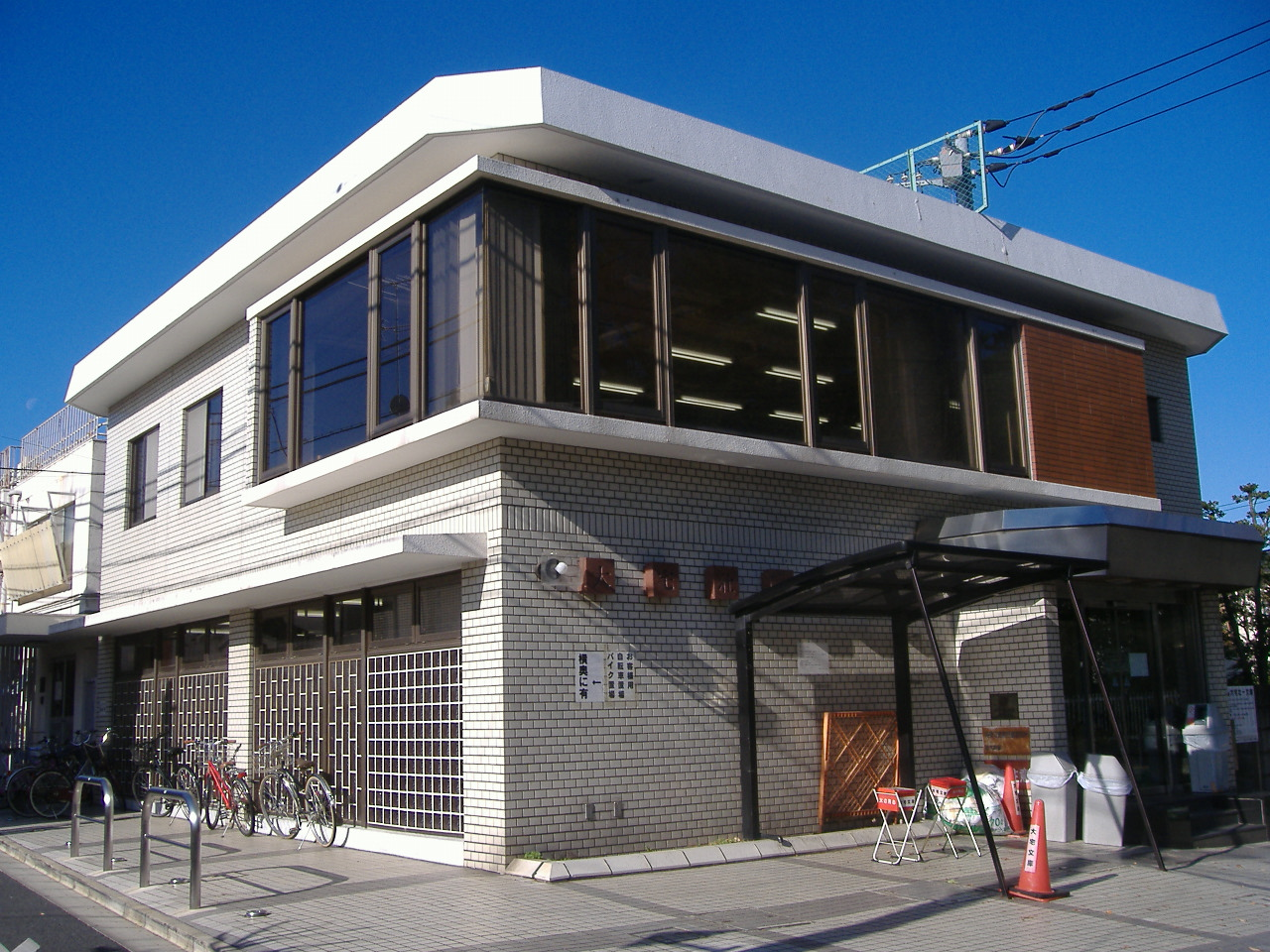
Ōya-Sōichi-Bibliothek

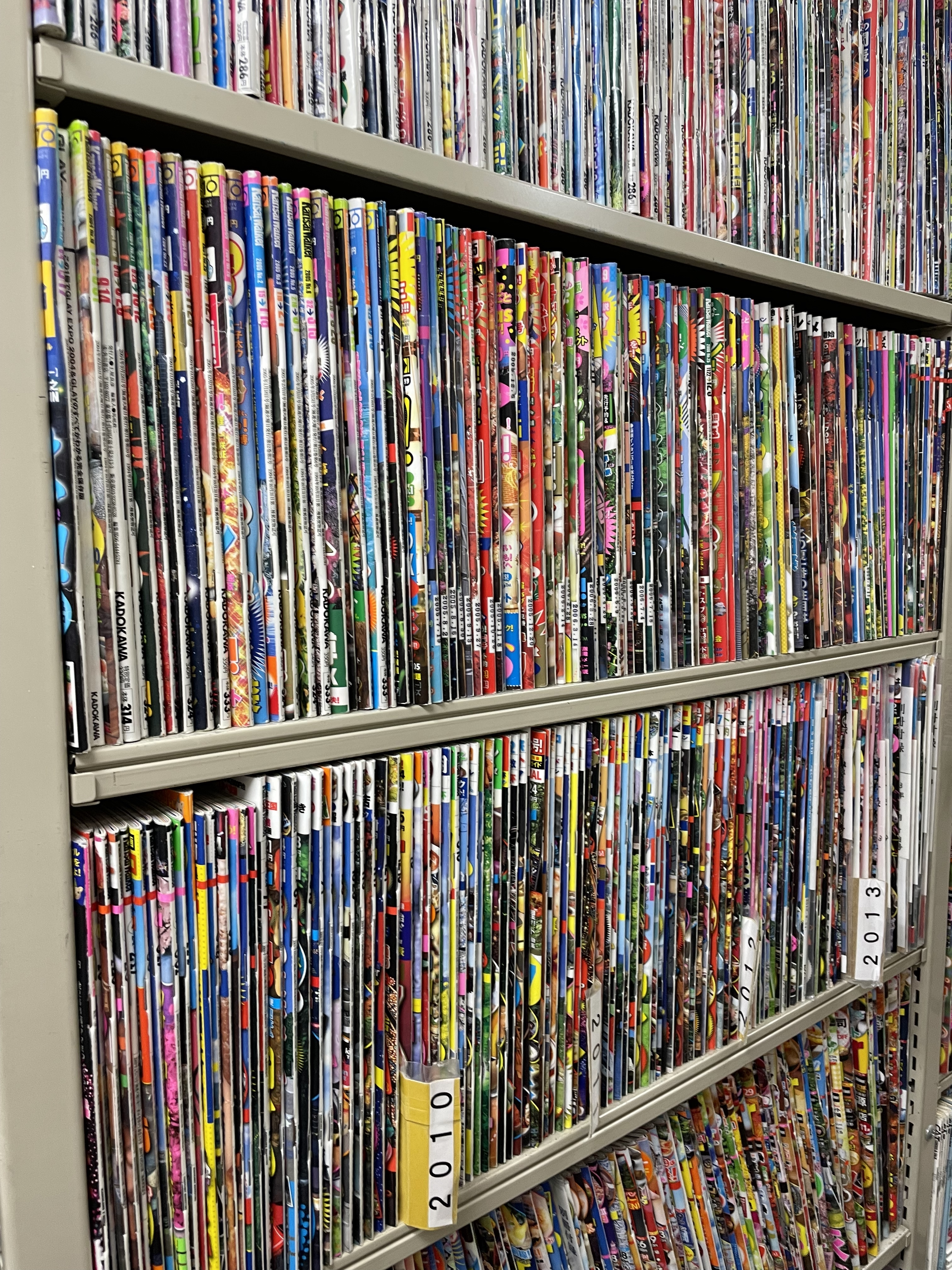
Regalwand in der Bibliothek

Die Ōya-Sōichi-Bibliothek (japanisch 大宅 壮一 文庫, Ōya Sōichi bunko) ist eine private japanische Bibliothek in Tokio, die auf die Sammlung von Magazinen spezialisiert ist. 

## Übersicht
Die „Ōya-Sōichi-Bibliothek“ geht auf den Gesellschaftskommentator Ōya Sōichi (1900–1970) zurück. Die Bibliothek wurde nach seinem Tode 1971 als „Ōya Bunko“ gegründet, 1978 wählte man den heutigen Namen „Ōya Sōichi Bunko“. Während die Bibliothek 1992 noch 6500 Titel und 250.000 Exemplare auswies, stiegen die Zahlen bis zum Jahr 2018 auf etwa 10.000 Zeitschriftentypen, darunter 1000 derzeitige, 780.000 Bände. Es sind auch Erstausgaben von Zeitschriften, die in der Meiji- und Taishō-Zeit herauskamen, wie etwa das „Minkan zasshi“ (民間雑誌), das 1874 von der „Keiō Gijuku Publishing Company“ (慶応義塾出版社) herausgegeben wurde, erhalten.
Der „Magazine Article Index General Catalogue“ (雑誌記事索引総目録, Zassgi kiji sakuin sō-mokuroku) wurde nach Themen und Personennamen veröffentlicht und enthält auch Artikel, die in normalen Artikelverzeichnissen von Zeitschriften nicht zu finden sind. Im Jahr 2018 wurde zum ersten Mal seit etwa 20 Jahren ein Katalog mit Artikeln nach Personen als „On-Demand-Publikation Magazine Article Person Index“ (雑誌記事人物索引, Zasshi kiji jimbutsu sakuin) veröffentlicht.
Derzeitige Vorsitzende (2023) ist Oyas dritte Tochter, die Journalistin Eiko Ōya (大宅 映子; geboren 1941).